# Vinko Škafar
Vinko Avguštin Škafar (Beltinci, Slovenija, 27. kolovoza 1939.) slovenski je kapucinski redovnik, katolički svećenik, teolog i publicist.
Rođen je u Prekomurju, gdje je pohađao pučku školu i gimnaziju. Ostale je gimnazijske studije završio u Osijeku i Zagrebu. Od 1961. godine je studirao na Katoličkom bogoslovnom fakultetu u Zagrebu. Taj studij je završio na Teološkom fakultetu u Ljubljani. 1971. godine upisao se je na poslijediplomski studij u Rimu na Papinskom sveučilištu sv. Antuna, gdje je i 1974. godine doktorirao.
1977.-1990. godine je bio poglavar samostana i dekan na Ptuju. U Kapucinskom redu je dobio ime Avguštin. Šest godina (1990.-1996.) je bio provincijal kapucinske province u Sloveniji. Od 1997. do2021. godine je službovao u crkvi Sv. Josipa na Studencima u Mariboru.
Pisao je rasprave i članke na slovenskom, također i na hrvatskom jeziku. U okviru Slovenske teološke akademije u Rimu sudjelovao je na raznim povijesnim simpozijima. Bio je urednik slovenskih vjerskih časopisa nek Družina. 2023. godine je sudjelovao u sastavljanju i izdavanju molitvenika Jezuš, tovariš moj na prekomurskom jeziku.

## Vanjske poveznice
|  | Zajednički poslužitelj ima još gradiva o temi Vinko Škafar |

- ŠKAFAR, Vinko (Obrazi slovenskih pokrajin)
- »Jezuš, tovariš moj: Mali katoliški molitvenik za Slovensko lüdstvo med Müjrof in Rabof« (pomurec.com)